# Shangpu (köpinghuvudort i Kina, Zhejiang Sheng, lat 29,91, long 120,83)
Shangpu (kinesiska: 上浦, 上浦镇) är en köpinghuvudort i Kina. Den ligger i provinsen Zhejiang, i den östra delen av landet, omkring 74 kilometer sydost om provinshuvudstaden Hangzhou. Antalet invånare är 20 717. Befolkningen består av 10 453 kvinnor och 10 264 män. Barn under 15 år utgör 12,0 %, vuxna 15-64 år 73 %, och äldre över 65 år 13,0 %.
Runt Shangpu är det tätbefolkat, med 511 invånare per kvadratkilometer. Närmaste större samhälle är Shangyu, 12,7 km norr om Shangpu. I omgivningarna runt Shangpu växer i huvudsak blandskog.
Genomsnittlig årsnederbörd är 2 022 millimeter. Den regnigaste månaden är juni, med i genomsnitt 356 mm nederbörd, och den torraste är januari, med 72 mm nederbörd.